# Gospodarka Holandii
Gospodarka Holandii jest wysoko rozwinięta, jej najwyższą dziedziną są usługi wytwarzające ponad 80% PKB. Walutą państwa jest euro.
Współcześnie Holandia jest gospodarką rynkową z przeważającą własnością prywatną, ale o wysokim poziomie redystrybucji dochodów poprzez podatki. Holandia jest nominalnie szesnastą gospodarką świata, a po zmierzeniu parytetem siły nabywczej dwudziestą drugą. Rozwój gospodarczy nastąpił ze względu na korzystne położenie państwa oraz przekształceniu państwa z czasów II wojny światowej z kraju rolniczego na państwo przemysłowe.
W Holandii kładzie się ogromny nacisk na ekologię: wykorzystanie alternatywnych źródeł energii, zakładanie w samochodach instalacji gazowych itp. Jednak mimo tego konsumpcja pochodnych paliw kopalnych jak benzyny od 1990 do 2007 roku znacząco wzrosła. Potem spadła w związku ze światowym kryzysem w 2008 roku, ale w 2018 nadal była znacząco wyższa niż w 1990.
W holenderskim skarbcu narodowym znajduje się 612,5 ton złota.

## PKB na osobę
| Rok  | Wartość (w dolarach) |
| ---- | -------------------- |
| 2014 | 53 026               |
| 2015 | 45 302               |
| 2016 | 46 165               |
| 2017 | 48 799               |
| 2018 | 53 224               |
| 2019 | 52 672               |
| 2020 | 52 222               |
| 2021 | 57 996               |
| 2022 | 56 489               |

## Rolnictwo
Rolnictwo w Holandii jest bardzo intensywne. Holandia zajmuje trzecie miejsce na świecie pod względem eksportu produktów rolnych dzięki uprawie kwiatów i warzyw w cieplarniach (głównie pomidory, ogórki oraz papryki). W rolnictwie pracuje 2,26% ludności czynnej zawodowo. W 2021 Holandia wyeksportowała ponad 2 mld cebulek tulipanów o wartości 256 mln euro.

## Przemysł
Przemysł w Holandii jest wysoko rozwinięty. Na eksport przeznacza się takie produkty jak maszyny, samochody czy też produkty rolne. Specjalnością krajową jest produkcja maszyn do wytwarzania elementów półprzewodnikowych. Głównym źródłem energii są produkty ropopochodne i gaz ziemny, który tak jak i ropa naftowa wydobywany jest przez Holandię na Morzu Północnym. Holandia była dziewiętnastym na świecie wydobywcą gazu ziemnego - wydobyła 18 mln metrów sześciennych w 2022, głównie z pola naftowego Groningen. Wydobycie tam było jednak ograniczane i zakończyło się 1 października 2023 r.
Przemysł przeżywa szybki rozwój (zwłaszcza sektor stoczniowy, elektroniczny oraz chemiczny).
Obecny rozkwit tego sektora nastąpił po II wojnie światowej. Wcześniej największe zyski przynosił sektor włókienniczy.

## Usługi
Usługi są najważniejszą dziedziną gospodarki wytwarzające 68% PKB. W tym sektorze pracuje 83% ludności czynnej zawodowo.

## Transport
Wysoki poziom rozwoju kraju wiąże się z położeniem przy najbardziej uczęszczanych drogach morskich na świecie. W Rotterdamie znajduje się Europoort – największy port morski w Europie oraz drugi na świecie. Oprócz tego ważny port leży w Amsterdamie.
Żegluga śródlądowa odgrywa w Holandii dużą rolę, w szczególności na Renie, Mozie oraz Skaldzie.
Przez ten kraj przebiegają autostrady łączące Francję i Hiszpanię z północną i wschodnią Europą.

## Emisja gazów cieplarnianych
Łączna emisja równoważnika dwutlenku węgla z Holandii wyniosła w 1990 roku 220,479 Mt, z czego 161,282 Mt stanowił dwutlenek węgla. W przeliczeniu na mieszkańca emisja wyniosła wówczas 10,777 t dwutlenku węgla, a w przeliczeniu na 1 dolar PKB 334 kg. Na drugim miejscu była emisja metanu, następnie podtlenku azotu i gazów fluorowanych. Po roku 1990 poziom emisji wszystkich gazów wahał się, osiągając maksimum w drugiej połowie lat 90. W 2022 roku emisja dwutlenku węgla pochodzenia kopalnego wyniosła 158,4 Mt, a w przeliczeniu na mieszkańca 9,499 t i w przeliczeniu na 1 dolar PKB 159 kg. Różne branże były odpowiedzialne za tę emisję w podobnym stopniu, przy czym największy udział ma aktualnie przemysł, a trochę mniejszy elektroenergetyka i transport.

## Największe przedsiębiorstwa
Znane holenderskie przedsiębiorstwa to między innymi: Royal Dutch Shell, Unilever, KLM, AkzoNobel, DAF Trucks, Philips, ING Groep, Rabobank, Heineken, PostNL, Randstad i ASML

## Historia

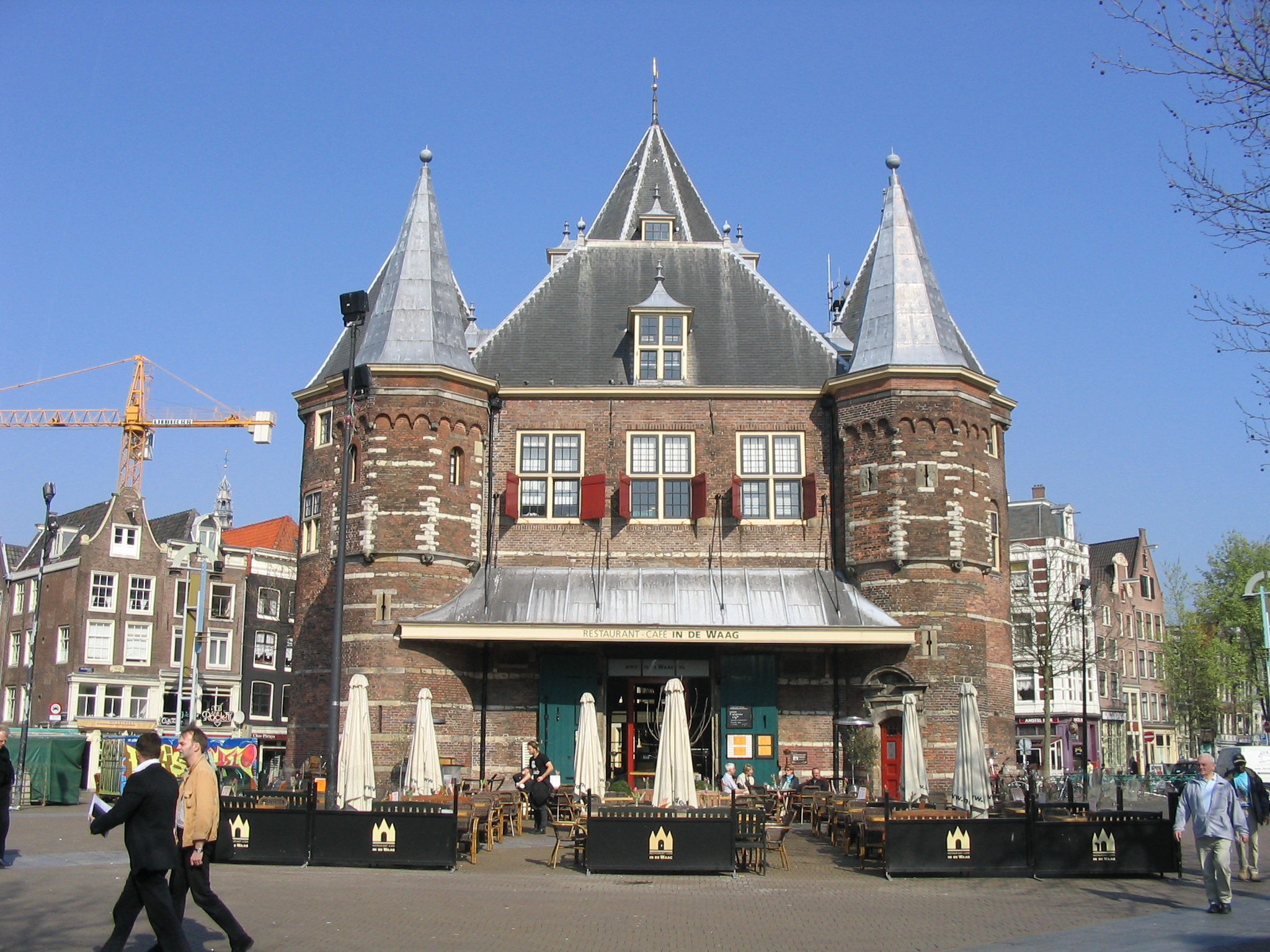
Waga miejska w Amsterdamie

Wysoki rozwój kraju wiąże się z położeniem przy najbardziej uczęszczanych drogach morskich na świecie. Podczas II wojny światowej Belgia, Holandia oraz Luksemburg podpisały konwencję celną (w Londynie), która integruje te europejskie gospodarki. W 1958 w Hadze utworzono Benelux. Po II wojnie światowej nastąpił szybki rozwój Holandii po zamianie kraju z państwa rolniczego na przemysłowe.
W 1952 roku Holandia stała się członkiem Unii Europejskiej. W 1985 stała się członkiem strefy Schengen. W 1999 roku została włączona do strefy euro i wprowadziła wspólną walutę euro.
1 stycznia 2007 Holandia otworzyła rynek pracy dla Polaków oraz mieszkańców innych państw wchodzących 1 maja 2004 do Unii Europejskiej. Miało to na celu wyeliminowanie szarej strefy.